# Sant Paul (Tarn)
Sant Pau del Cabdal Jòus (en francès Saint-Paul-Cap-de-Joux) és un municipi francès situat al departament del Tarn i a la regió d'Occitània.

## Demografia
| 1962                                       | 1968 | 1975 | 1982 | 1990 | 1999 | 2007  |
| ------------------------------------------ | ---- | ---- | ---- | ---- | ---- | ----- |
| 884                                        | 920  | 963  | 898  | 924  | 960  | 1.038 |
| Des de 1962: població sense dobles comptes |      |      |      |      |      |       |

## Administració
| Període   | Identitat               | Partit |
| --------- | ----------------------- | ------ |
| 2001-2008 | André Jouqueviel        |        |
| 2008-     | Laurent Vandendriessche |        |